# Hütten (Zwitserland)
Hütten is een plaats en voormalige gemeente in het Zwitserse kanton Zürich, en maakt deel uit van het district Horgen.
Hütten telt 880 inwoners. Op 1 januari 2019 ging Hütten op in de gemeente Wädenswil.